# Wilhelm Mattenklodt
Ernst Wilhelm Mattenklodt (* 20. Mai 1887 in Lippstadt; † 4. Juni 1931 in Swakopmund) war ein deutscher Farmer und Kolonialautor in Deutsch-Südwestafrika und anschließend Südwestafrika.

## Leben
Mattenklodt entstammte einer westfälischen Bauern- und Handwerkerfamilie. Sein Vater betrieb in Lippstadt die Gastwirtschaft „Zum Weißen Rößle“ und besaß in der Nähe einen kleinen Hof. In Lippstadt besuchte Mattenklodt das Ostendorf-Gymnasium, ging mit der mittleren Reife ab und arbeitete als Landwirtschaftseleve auf verschiedenen Gütern. Danach leistete er Militärdienst als Einjährig-Freiwilliger. Da er nach Deutsch-Südwestafrika auswandern wollte, willigte der Vater ein, ihm seinen Erbanteil auszuzahlen. Im Herbst 1908 reiste er nach Deutsch-Südwestafrika, erwarb die im Norden des Landes gelegene Farm Leipzig südöstlich von Grootfontein-Nord und lebte dort als Jäger und Farmer. Bekannt wurde er durch seine abenteuerliche Flucht, zusammen mit seinen Kameraden Alfred Feuerstein und Georg Voswinckel, aus der Kriegsgefangenschaft in Deutsch-Südwestafrika nach Deutschland, die er in seinem Erlebnisbericht Verlorene Heimat (1928) beschrieb. In Deutschland gehörte Mattenklodt zu einem Kreis weiterer Kolonialautoren, wie Hans Grimm, Julius Steinhardt und Hans Anton Aschenborn.
Am 20. Oktober 1933 wurde in Lippstadt eine Brücke in Wilhelm-Mattenklodt-Steg benannt, welcher unter dem Namen Mattenklodtsteg bis heute existiert. Ebenso wurde eine Gedenktafel an seinem Geburtshaus angebracht. Zudem existierte ein Wilhelm-Mattenklodt-Denkmal im Wilhelm-Mattenklodt-Arbeitsdienstlager Lippstadt. Ab August 1939 war in Lippstadt die ehemalige Wilhelm-Schule Wilhelm-Mattenklodt-(Volks-)Schule.

## Publikationen
- Verlorene Heimat. Als Schutztruppler und Farmer in Südwest. Mit einem Geleitwort von Hans Grimm und Textillustrationen von H. Aschenborn, Berlin 1928.
- Afrikanische Jagden und Abenteuer. Bearbeitet und herausgegeben von Hauptmann Steinhardt, München 1942.